# Pétrykau
Pétrykau (bielorruso: Пе́трыкаў) o Pétrikov  (ruso: Пе́триков) es una ciudad subdistrital de Bielorrusia, capital del distrito homónimo en la provincia de Gómel. Dentro del distrito, es la sede administrativa del consejo rural homónimo sin formar parte del mismo.
En 2022, la ciudad tenía una población de 10 127 habitantes.
Se conoce la existencia de la localidad en documentos desde 1523, cuando era un miestelis del Gran Ducado de Lituania perteneciente a la familia noble Alelkávichy. A partir del siglo XVII pasó a pertenecer a la familia noble Jadkévichy. En la partición de 1793 pasó a formar parte del Imperio ruso, que la incluyó en la gobernación de Minsk. En 1925, la RSS de Bielorrusia le dio el estatus de ciudad. Los judíos llegaron a formar la tercera parte de la población local a principios del siglo XX, pero la mayoría de ellos fueron asesinados por los invasores alemanes en la Segunda Guerra Mundial.
Se ubica a orillas del río Prípiat, unos 40 km al oeste de Mazyr.